# Afrodite Pandêmia

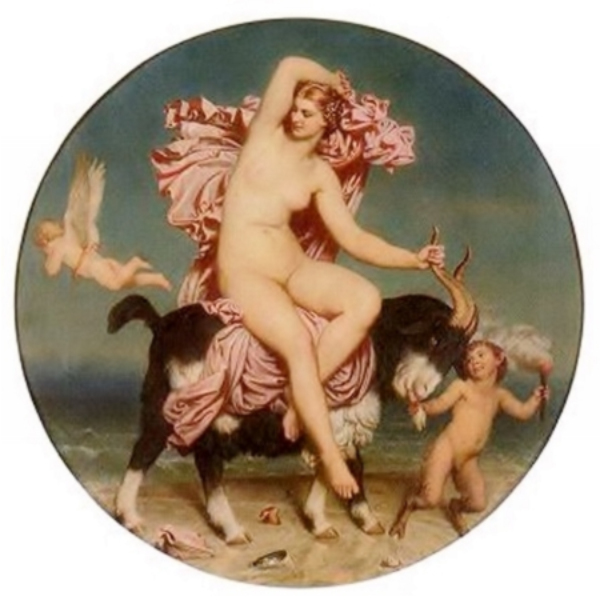
Alegoria de Afrodite Pandêmia, por Charles Gleyre.

Afrodite Pandêmia, Pandemos (do antigo grego Πάνδημος; "comum a todas as pessoas" - "venerada por todo o povo") ou ainda Cipriota (de Chipre), é um dos epítetos da deusa grega Afrodite (a Vênus dos romanos).
Segundo alguns antigos autores a deusa, fruto da queda dos testículos de Urano decepados por Cronos, fora pelas ondas (ou pelo vento Zéfiro) levada para as ilhas de Citereia e depois Chipre,  possuindo duas origens distintas; no primeiro caso é chamada Afrodite Urânia - deusa dos amores etéreos, superiores, elevados; no outro seria Afrodite Pandêmia - deusa na versão popular, dos desejos incontroláveis, vulgares.

## Uma deusa "vulgar"
Em O Banquete, Platão estabelece uma distinção filosófica e moral entre as duas versões de Afrodite enquanto deusa do amor: a Pandêmia é quem inspira os amores comuns, vulgares e carnais - em contraposição à Urânia que devota-se ao amor sublimado.
Esta distinção fora revelada a Sócrates pela sacerdotisa e filósofa Diotima.

## Representação

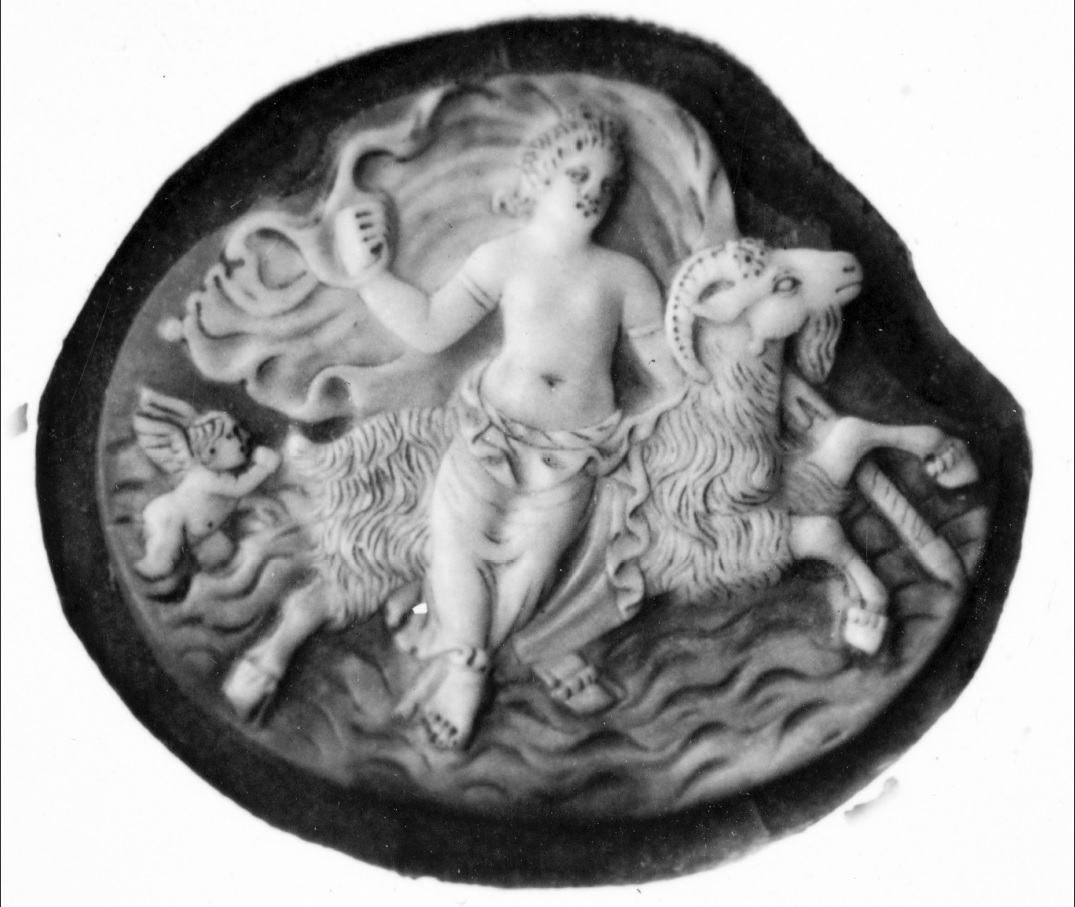
Antiga alegoria da Afrodite vulgar.

Enquanto a versão celestial da deusa tinha por símbolo uma tartaruga para representar sua castidade, a vulgar tinha por representação um bode, animal com características opostas; nas casas era comum ter-se imagens da deusa, com inscrições aludindo ao seu caráter - como numa delas narrada por Teócrito, que dizia: "Esta Vênus não é a Vênus popular, é a Vênus urânia. A casta Crisógona colocou-a na casa de Amphicles, a quem deu vários filhos, comoventes penhores da sua ternura e fidelidade. Todos os anos, o primeiro cuidado desses felizes esposos é de vos invocar, poderosa deusa, e em prêmio da sua piedade, todos os anos lhes aumentais a ventura. Prosperam sempre os mortais que honram os deuses."
O célebre Escopas fizera uma escultura para a cidade de Élis, uma representação de Afrodite montada sobre um bode; a mesma alegoria é encontrada numa antiga gravura em pedra que, no século XIX, foi objeto de uma pintura por parte de Gleyre com esta mesma representação.

## Adoração
Seu culto era proeminente sobretudo na cidade portuária de Corinto, reconhecida por suas cortesãs - dentre as quais a famosa Laís, a Bela de quem a Antologia traz o seguinte epigrama: "Eu, altiva Laís, de quem a Grécia era joguete, eu que tinha à porta um enxame de jovens amantes, consagro a Afrodite este espelho, pois não desejo ver-me tal qual sou, e já não posso ver-me tal qual era."
Também em Chipre, terra de grandes cortesãs, seu culto era comum e foi ali que se desenrolou o mito do escultor Pigmaleão que, após um pedido à deusa viu sua estátua ganhar vida; da sua união com a estátua nascera um filho que viria a fundar a cidade de Pafos, onde Afrodite era adorada.
A Afrodite vulgar chegou a ser responsável por um dos três períodos de cada ano: no mito em que ela disputa com Perséfone o amor de Adônis, as duas levam ao arbítrio de Zeus que, vendo ser inferior a causa que as duas adúlteras traziam, transferiu o julgamento a Calíope que decidiu dividir o ano em três períodos - um ficaria Adônis sozinho, outro com a deusa do amor e o final com a deusa da morte; esta divisão tripla do calendário era usual na Síria, Ásia Menor e na Grécia primitiva (onde mais tarde foi abandonada por uma divisão em duas partes), tendo cada período um emblema: a primeira parte era representada por um leão, símbolo de Esmirna, mãe do semideus; a segunda, o bode, símbolo de Afrodite e, finalmente, a serpente de Perséfone.

## Filhos atribuídos
Junito Brandão diz que alguns autores antigos atribuem a ela a maternidade de Eros, que seria então fruto de sua união com o deus Hermes - sendo esta uma das duas genealogias que mais se impuseram para a origem do deus do amor (a outra versão hegemônica dá-lhe por pais Hermes e Perséfone). Esta atribuição da genealogia de Eros é referendada por Robert Graves, que diz "outros sustentam que era filho de Afrodite e de Hermes ou de Ares, ou do próprio pai daquela, Zeus" - neste último caso mais adiante esclarece o autor: "que Afrodite era a mãe de Eros e Zeus seu pai é uma insinuação de que a paixão sexual não se detém ante o incesto".
Afrodite fora punida por suas infidelidades ao marido  Hefesto, que a flagrara na cama com Ares e chamara todos os deuses para testemunharem o delito; para se redimir ela fora a Pafos onde, no mar, recuperou sua virgindade; Hermes, que a vira nua durante o flagrante, declarou seu amor pela deusa e, com ele, teve Hermafrodito; como forma de agradecer a Poseidon por tê-la protegido durante o vexatório momento, teve com ele dois filhos - Rodo e Herófilo; seria ainda por causa de seu caráter infiel e volúvel que Hera a fez gerar deformado, de uma nova traição ao esposo com Dionísio, a Príapo e seu pênis descomunal - como uma forma de puni-la; o mesmo fizera Zeus, fazendo-a apaixonar-se por um mortal - Anquises - com quem teve Eneias